# 班诺克本战役
班诺克本战役（英語：Battle of Bannockburn）发生于1314年6月24日，是英国历史上的著名战役。战役中苏格兰军队以少胜多，大败入侵的英格兰军队，是苏格兰第一次独立战争的决定性战役。

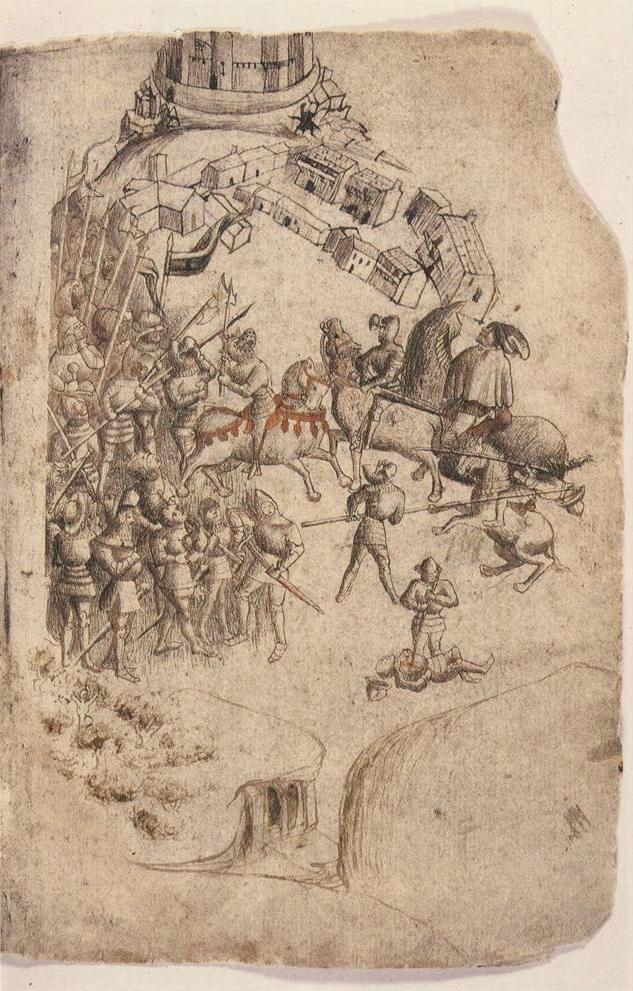
对班诺克本战役已知最早的描绘（公元1440年左右的手稿）

## 背景
1295年10月23日，苏格兰与法国在巴黎签署条约，达成了针对英格兰的同盟关系。这被认为是苏格兰第一次独立战争的开始。
1296年，英格兰国王爱德华一世闻讯后开始派遣军队进攻苏格兰。1296年4月27日，英格兰取得了邓巴战役胜利，夺取了邓巴城堡。7月8日，苏格兰国王约翰·巴里奥被迫退位，在一定程度上助长了英格兰军队的士气。1297年9月，苏格兰军队在威廉·华莱士的领导下在斯特靈橋之役中以寡击众，艰难地击败了英格兰。然而在1298年7月，爱德华一世领导英格兰军队，在福尔柯克之役中得胜，之后也连战大捷。1304年，苏格兰几乎被英格兰征服，独立运动暂时停歇。
1306年，罗伯特·布鲁斯取得了苏格兰的王位，战争重新打响。1307年7月，爱德华一世病逝，儿子爱德华二世登基。但他却无法像他父亲那样英明领导军队，战争的战局正在逆转。
1314年，苏格兰独立战争到达了大决战的时刻。苏格兰军队在国王罗伯特·布鲁斯的指挥下，围困了英格兰军队在苏格兰境内的主要据点——斯特灵城堡。英格兰守军与苏格兰达成协议，如果6月24日仲夏節仍然没有英格兰援军到达，将向苏格兰投降。爱德华二世闻讯后，匆忙召集了大约2000名骑兵和15000名步兵（其中许多士兵都配有長弓），向北方进军。

## 准备
爱德华二世率领的军队行动迅速，19日即通过爱丁堡，22日到达弗尔柯克，距离斯特灵仅有二十多公里之遥。
于此同时，罗伯特·布鲁斯的军队在斯特灵以南的班诺克本附近严阵以待。布鲁斯将军队主要布置在树木茂密处，一是为了隐蔽自己的行动，二是为了撤退时避免英军骑兵等的追击。
苏格兰军队的人数可能在7000-10000人之间，其中骑兵不超过500人。与披着厚重铠甲的英格兰骑兵不同，苏格兰骑兵是轻骑兵，他们善长侦察，不适合冲锋。而步兵只配有斧头、剑或长矛，其中很少配有弓箭。军队人员组成也相差巨大，全苏格兰从贵族到平民，只要能找到武器与盔甲的人都参与其中。
布鲁斯在战前曾多次考虑过撤退，但是班诺克本地区的地利和英军的行进方向最终促使他决定在此决战。布鲁斯军的西面是森林，南面的古罗马道路被布鲁斯设置了大量的行军障碍物，东面河网密集，而且有一大片河流冲积的低洼地。

## 6月23日
6月23日，英格兰援军来到了班诺克本南部，在此安营。爱德华二世派了两支侦察小队从两条不同的小路前去探查情况。其中一队的贵族骑士正好发现了苏格兰国王罗伯特·布鲁斯，他直取國王。布鲁斯当时没有穿盔甲，只拿了一柄战斧。正当这名骑士衝到面前时，布鲁斯急忙向旁边避让了一步，然后顺势一斧将骑士连盔带头劈为两半。这一壮举大大激励了苏格兰军队的士气，而剩余骑兵在没有弓箭手支援的情况下，对于苏格兰步兵的长矛阵无计可施，只能后退，与爱德华二世的大部队会合。
另外一支英格兰骑兵试图绕过苏格兰守军，向北进入斯特灵城堡，但是被苏格兰军队发现。布鲁斯的外甥托马斯·兰多夫听说了舅舅的战功，勇猛拦击英格兰军。他击杀了一位将领，并俘虏了剩下的一位。一些英格兰士兵逃往了城堡方向，其他的则逃回了爱德华二世的营地。当天晚上，英格兰军队笼罩在悲伤的气氛中，他们难以置信当天的战斗，几乎失去了信心。

## 6月24日
24日早晨，爱德华二世作出了最坏的决定，命令军队强渡班诺克本河，从河网和浅滩中北进，开向斯特灵城堡。期间，一位骑士背叛了爱德华二世，投靠了布鲁斯。他原是苏格兰的骑士，劝说布鲁斯伏击士气低落的英格兰军队。
布鲁斯听从了建议，从侧面拦截行军中的英格兰军队。爱德华二世的軍隊看到突然出现的苏格兰大军，全部下跪祈祷。布鲁斯看到后一脸吃惊地对手下说：“他们在祈求宽恕？”手下回答：“是。不过是向上帝，不是向你。”
苏格兰军队全力冲锋下，爱德华的大军开始显示其人数众多的劣势。不仅不方便指挥大军，而且由于在低窪难行的区域，军队过于集中，很难组织阵形迎战。苏格兰军队中为数很少的弓箭手却能对高度密集的敌军造成极大杀伤。乱军中，一不小心摔倒的人都很容易被自己军队踩死。
一部分英格兰骑士见形势不利，开始掉头撤退。很快，英格兰大军崩溃，从迎战变成回撤，然后索性是各自逃命。大多数英格兰士兵被苏格兰军的追击或苏格兰村民沿路击杀，只有一小队士兵逃回了英格兰。唯一没有溃散的部队是威尔士长矛手，他们在指挥官的带领下，撤退至卡萊爾。

## 结果
爱德华二世一路逃回东洛锡安的邓巴城堡，然后坐船返回伯立克，抵达了英格兰境内。英格兰在班诺克本的伤亡人数估计在11000人，成为整个英格兰王国七百多年历史上伤亡人数最多的一次战役。而苏格兰方面则损失很小，在参战的不到500名骑士中，只有2名骑士阵亡。
罗伯特·布鲁斯本来并非毫无争议的王位从此彻底巩固。班诺克本战役后，英格蘭北方兵儲喪失大半，各地駐軍對蘇格蘭皆生怯意，英格蘭王室及倫敦當局在幾十年內已经无法组织与此次规模可比的远征军。第一次苏格兰独立战争的决定性胜利在这次战役中由苏格兰赢得。
为了交换被俘的贵族，爱德华二世放回了罗伯特已被囚禁8年的王后伊丽莎白·伯格、妹妹克里斯蒂娜、玛丽、女儿马乔丽。
1328年，英格兰王国和苏格兰王国双方共同签署了爱丁堡-北安普顿协议，英格兰正式承认了苏格兰的独立主权，苏格兰第一次独立战争结束。

## 影响
英格兰的失败，让英格兰北部受到了苏格兰军队的袭击，并造成了1315-1318年苏格兰入侵爱尔兰。而对于苏格兰来说，从1296年国王约翰·巴里奥被逼退位后，苏格兰王国岌岌可危的地位，因这一场战役而彻底稳固。
《苏格兰之花》的歌词就取材于此。
700年後，該戰役成為蘇格蘭政府在2014年蘇格蘭獨立公投過程中不斷強化宣傳的正面事蹟。

## 纪念

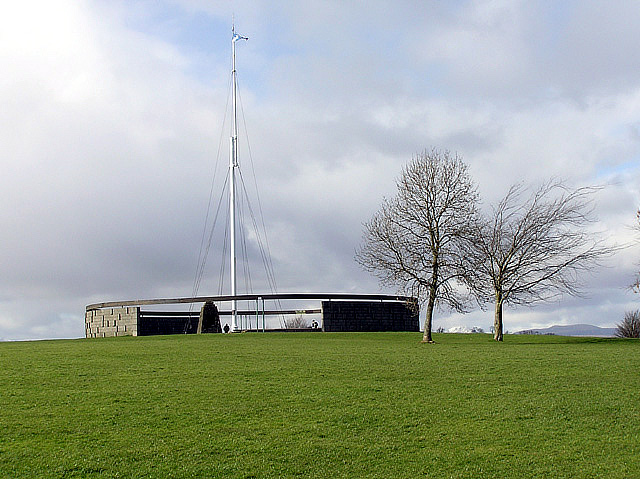
班诺克本纪念碑

班诺克本战役是苏格兰与英格兰数百年交战史上，苏格兰最重要的一次全面胜利，也是英格兰军队最惨重的一次伤亡。罗伯特·布鲁斯也由此一役成为苏格兰民众心中最英勇善战的英雄国王形象。
今天，班诺克本战役遗址已经成为苏格兰斯特灵地区的热门旅游景点之一。它已被列入苏格兰历史战场名单，并受苏格兰文物局的保护。这里有一个游客中心，古战场遗迹边矗立着现代的抽象派纪念碑和布鲁斯的塑像。
班诺克本游客中心由蘇格蘭國民信託负责管理。2012年10月31日，游客中心暂停开放，开始仿造传统苏格兰建筑样式进行大规模整修。2014年3月，游客中心重新对游客开放。这里，新设置的战场复原模型以及计算机模拟多人战场游戏引人注目。

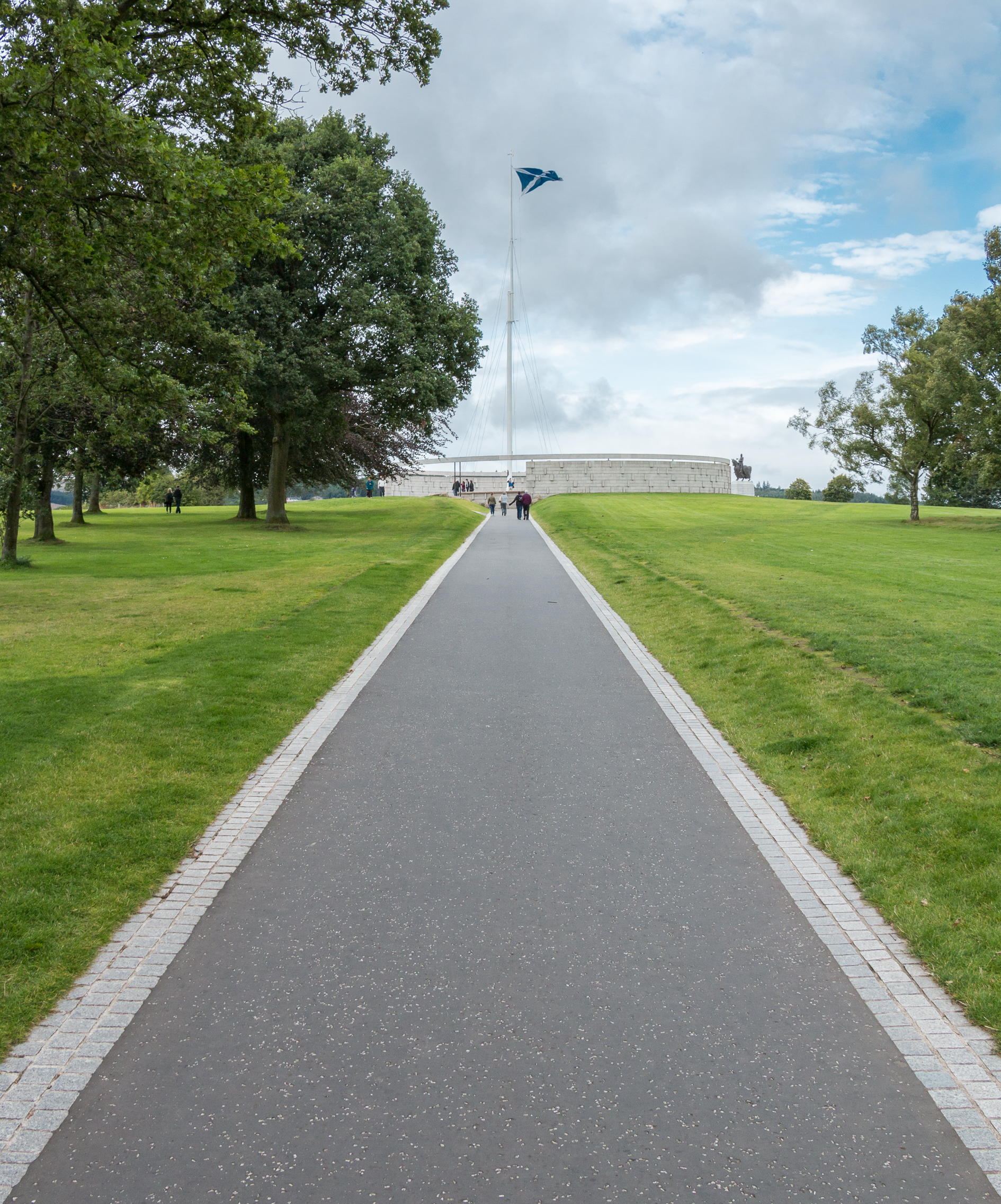
通往纪念碑的小路
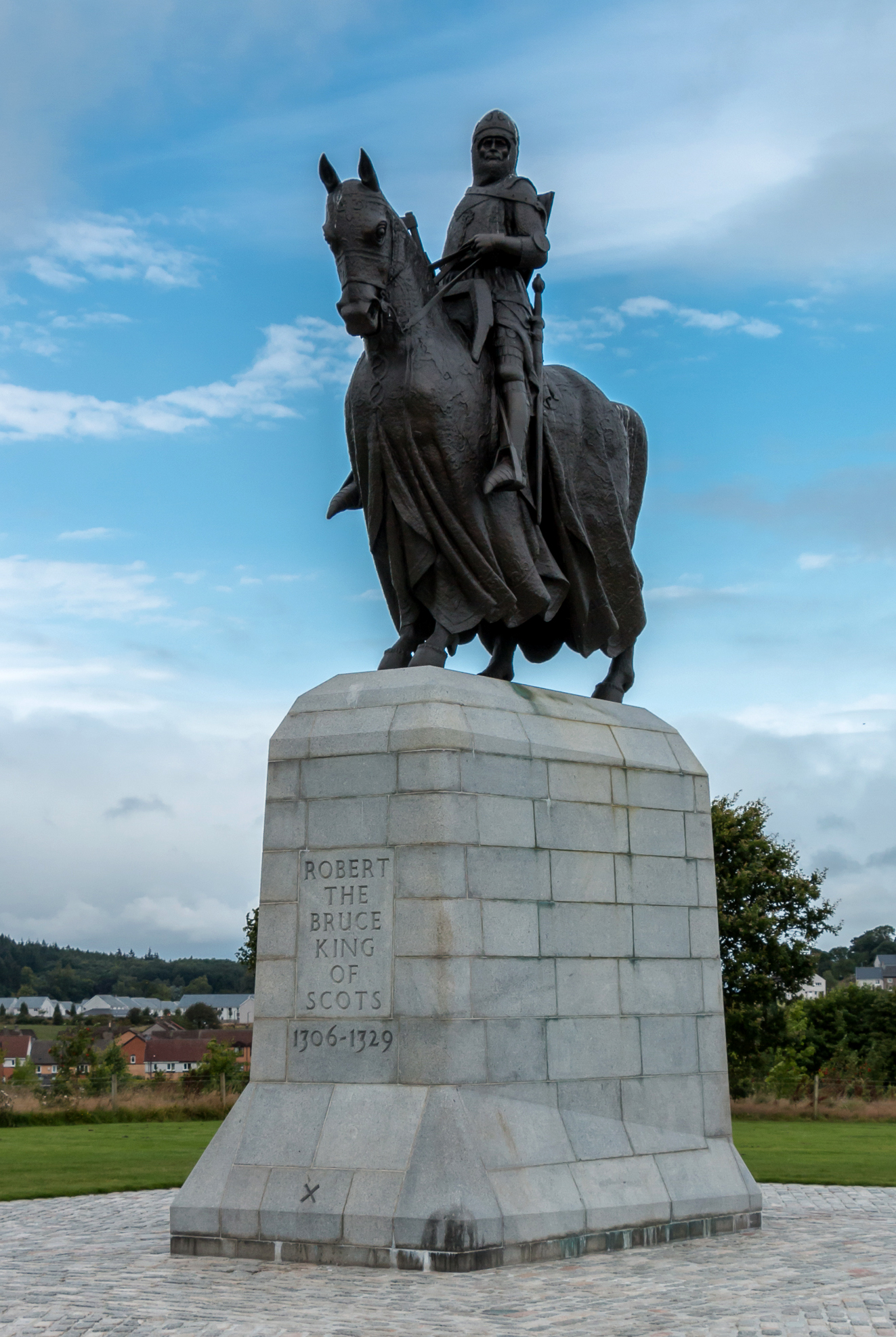
布鲁斯雕像
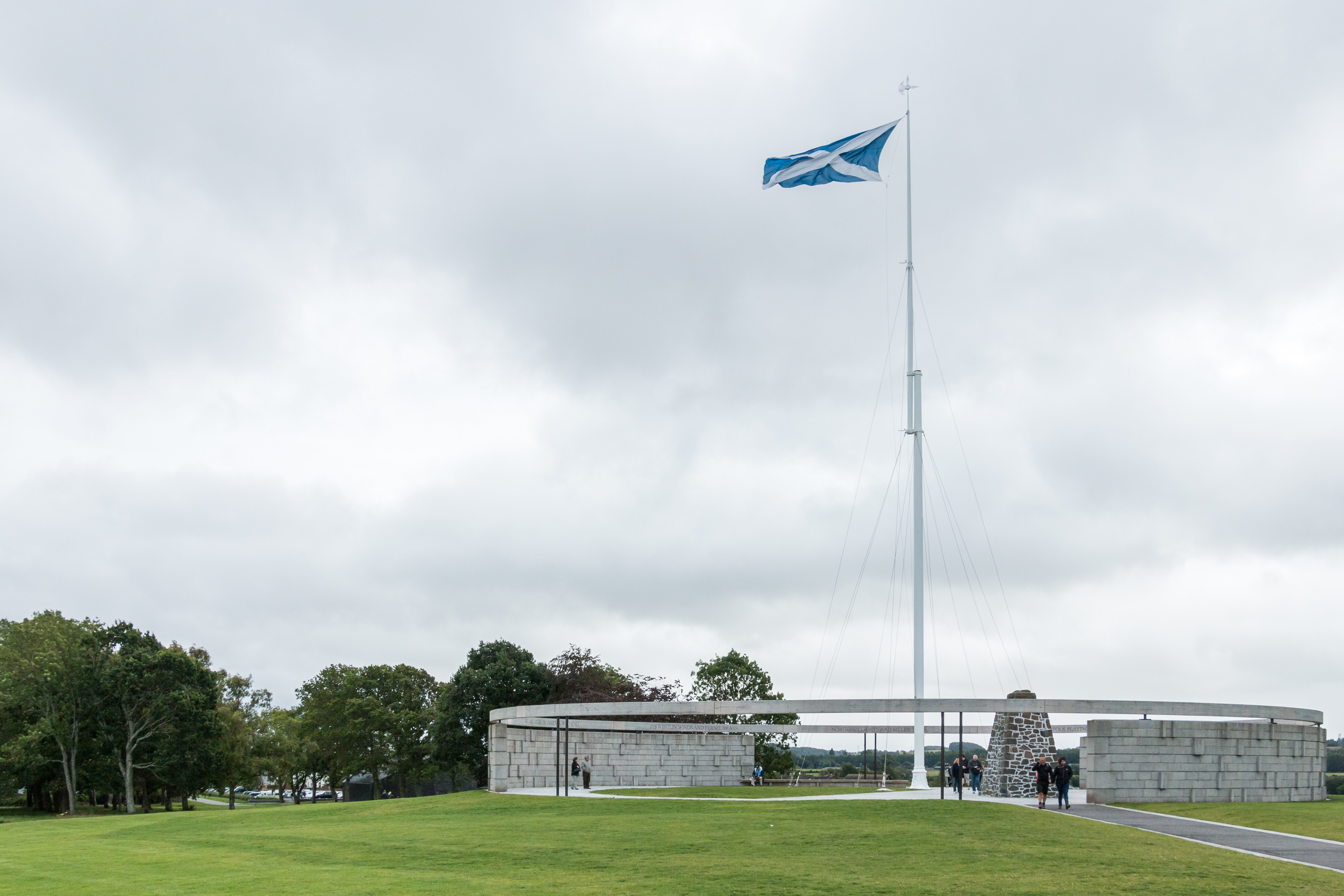
班诺克本战役遗迹前飘扬的苏格兰国旗
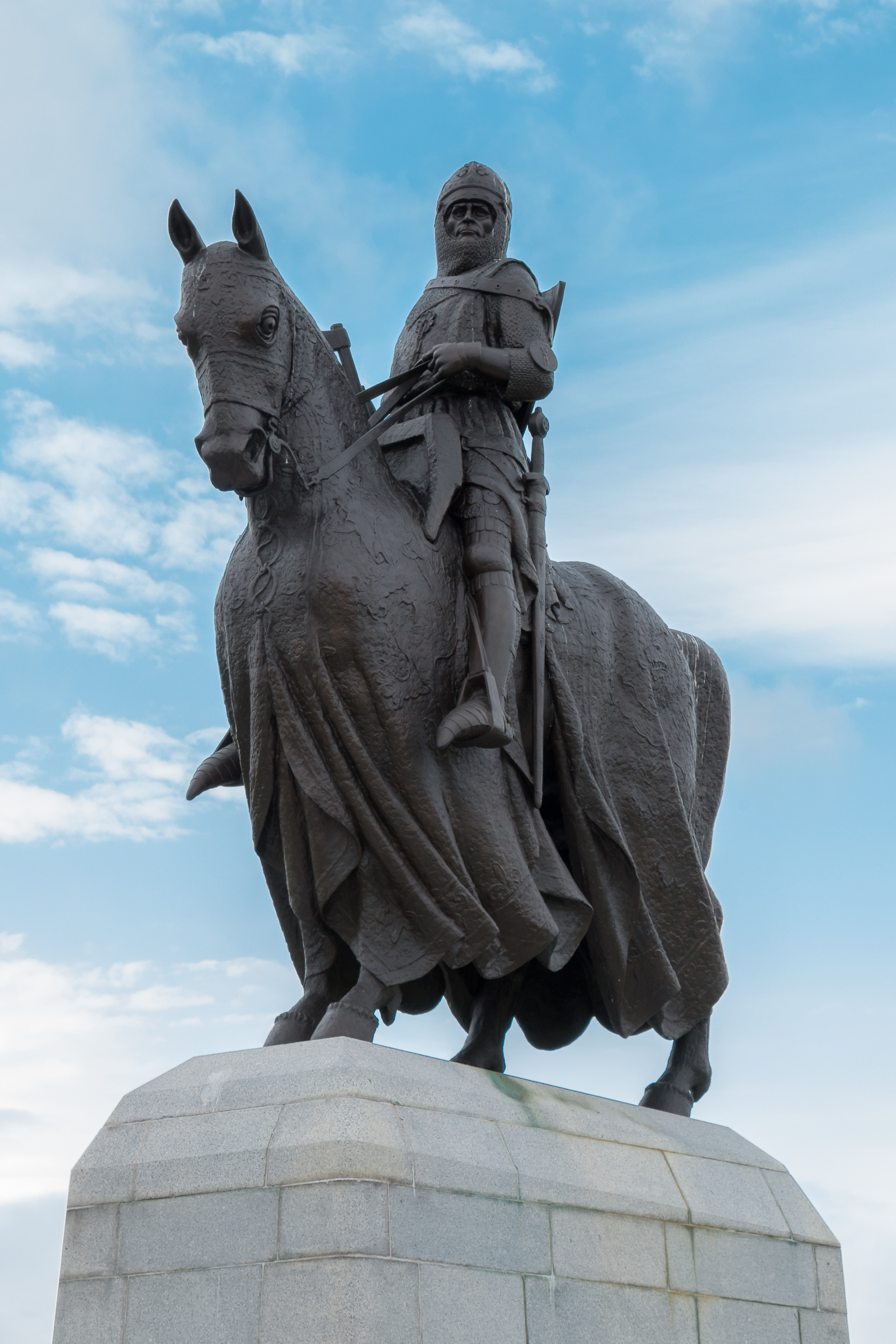
布鲁斯雕像近照

## 资料来源
- Armstrong, Pete (illustrated by Graham Turner), Bannockburn 1314: Robert Bruce's Great Victory, Osprey Publishing, 2002 ISBN 1-85532-609-4
- Barrow, G. W. S., Robert Bruce and the Community of the Realm of Scotland, 1988,ISBN 0-85224-604-8
- Brown, C.A., "Bannockburn 1314",History Press,Stroud, 2008, ISBN 978-0-7524-4600-4.
- Brown, C.A., Robert the Bruce. A life Chronicled.
- Brown, Michael. . Edinburgh: Edinburgh University Press. 2008.
- Brown, M., Wars of Scotland
- Chisholm, Hugh (编). .  (第11版). London: Cambridge University Press. 1911.
- Cornell, David. Bannockburn: The Triumph of Robert the Bruce. Yale University Press, 2009. ISBN 9780300145687
- Mackenzie, W. M., Bannockburn: A Study in Medieval Warfare, The Strong Oak Press, Stevenage 1989 (first published 1913), ISBN 1-871048-03-6
- MacNamee, C., The Wars of the Bruces
- Nicholson, R., Scotland-the Later Middle Ages, 1974.
- Prestwich, M., The Three Edwards: War and State in England, 1272–1377, 1980
- Ramsay, J. H., The Genesis of Lancaster, 1307–99, 1913.
- Reese, P., Bannockburn, Canongate, Edinburgh, 2003, ISBN 1-84195-465-9
- Scott, Ronald McNair. . London: Hutchinson & Co. 1982.